# Eldevina Materula
Eldevina Materula (Maputo, 1982), também conhecida por Kika Materula, é uma oboísta moçambicana. Em 2001, venceu a XVI edição do Prémio Jovens Músicos na categoria de oboé. Em 2013, fundou o projecto Xiquitsi, que trabalha para a integração, inserção social e capacitação profissional de crianças e jovens de meios desfavorecidos através do ensino colectivo da música. Em 2016, recebeu uma condecoração com a medalha da Ordem de Mérito, pelo Presidente da República Portuguesa, Marcelo Rebelo de Sousa. Em 2020, foi nomeada Ministra da Cultura e Turismo de Moçambique pelo Presidente Filipe Nyusi.

## Percurso
Eldevina Materula nasceu em Maputo em 1982. Aos sete anos, por iniciativa da sua mãe, começou a estudar piano e flauta de bisel na Escola Nacional de Música. Em 1995, aos 13 anos, começou a estudar oboé, ao abrigo de um protocolo com a Escola Profissional de Música de Évora, em Portugal, que a seleccionou, juntamente com mais cinco estudantes, para estudar naquela instituição.
Obteve a sua licenciatura na Escola Superior de Música de Lisboa, com uma média de 19 valores. Na Malmö Academy of Music, concluiu ainda uma Pós-Graduação em Intepretation in Music.
Entre 2009 e 2020, Eldevina foi oboé solista da orquestra residente da Casa da Música, no Porto.
Desde 2005 que participou em vários concertos  do  Festival Internacional de Música Clássica de Maputo, a convite da Associação Kulungwana. Em 2012, assumiu a direcção artística do festival, e integrou uma componente formativa, associada à Temporada de Música Clássica de Maputo.
Em 2020, foi nomeada para o cargo de ministra da Cultura e do Turismo de Moçambique, no governo encabeçando pelo Presidente Filipe Nyusi.
Para o seu mandato, estabeleceu como objetivos principais a transformação do sector cultural e a criação de bases para a rentabilização do turismo.
Eldevina Materula também foi docente e directora artística e autora do projecto Xiquitsi. Este projecto, que teve início em 2013 em Maputo, tem como objectivos principais a integração, inserção social e capacitação profissional de crianças e jovens de meios desfavorecidos através do ensino colectivo da música, e pretende também criar a primeira orquestra sinfónica do país.
Ao longo da sua carreira, realizou concertos em diferentes países do mundo, com destaque para Moçambique, Angola, Brasil, Portugal, Espanha, bem como na Alemanha, França, Dinamarca e Suécia, e colaborou como convidada com a Orquestra Clássica da Madeira (Portugal), Orquestra de Câmara de Cascais e Oeiras (Portugal), Orquestra Sinfonieta de Lisboa (Portugal), Orquestra Nacional do Tejo (Portugal), Orquestra Gulbenkian (Portugal), Malmö Symphonie Orchestra (Suécia), Malmö Opera Orchestra (Suécia), Danish Radio Sinfonietta (Dinamarca), Orquestra Sinfónica da Bahia (Brasil), Kwazulu Natal Philharmonic Orchestra e Johanesburg Festival Orchestra (ambas na África do Sul) entre outras.
Enquanto docente, trabalhou na Escola Profissional de Música de Évora, na Escola de Música de Palmela, no Projeto Neojibá (Brasil) e na Academia de Música Costa Cabral.
Eldevina foi também um dos membros fundadores do Ensemble Palhetas Duplas.

## Reconhecimentos e prémios
Em 2001, venceu a XVI edição do Prémio Jovens Músicos na categoria de oboé.  Este concurso anual da Rádio Difusão Portuguesa foi criado em 1987, com o objectivo de distinguir e promover os melhores estudantes de música.
Em 2016, Eldevina Materula foi condecorada com a medalha da Ordem de Mérito, pelo Presidente da República Portuguesa, Marcelo Rebelo de Sousa.